# 約維爾
約維爾（英語：Yeovil）是位於英國英格蘭索美塞特郡南部的一個城鎮和民政郊區，有人口約45,000人。在選區上，約維爾屬於約維爾。約維爾的歷史可以追溯至羅馬帝國時代。

## 外部連結
- 中的“Yeovil”
- Yeovil Town Council （页面存档备份，存于）
- Economy of Yoevil